# Hypocrisias berthula
Hypocrisias berthula är en fjärilsart som beskrevs av Dyar 1912. Hypocrisias berthula ingår i släktet Hypocrisias och familjen björnspinnare. Inga underarter finns listade i Catalogue of Life.